# To Whom Who Keeps a Record
To Whom Who Keeps a Record – album nagrany  przez saksofonistę Ornette’a Colemana pomiędzy październikiem 1959 r. a lipcem 1960 r. i wydany w 1975 roku przez japońską firmę Warner Pioneer.

## Charakter albumu
Album ten ma charakter składankowy. Nagrania, które złożyły się na niego powstawały podczas trzech sesji nagraniowych dla firmy Atlantic na przestrzeni prawie 10 miesięcy pomiędzy 8 października 1959 r. a 26 lipca 1960 r. Zostały wydane tylko w Japonii przez japońską firmę Warner Pioneer. 
Jego wadą jest więc brak jednolitości nagrań, które były przygotowywane do różnych albumów w różnych okresach.
Pozostałe nagrania z archiwów firmy Atlantic ukazały się dopiero w 1993 r. w 6-dyskowym zestawie pudełkowym Beauty Is a Rare Thing. The Complete Atlantic Recordings.

## Muzycy
- Ornette Coleman – saksofon altowy (wszystkie nagrania)
- Don Cherry – trąbka kieszonkowa)wszystkie nagrania)
- Charlie Haden – kontrabas (wszystkie nagrania)
- Ed Blackwell[1] – perkusja (2/1, 3/1, 4/1, 1/2, 2/2, 3/2)
- Billy Higgins – perkusja (1/1)

## Spis utworów

### Strona pierwsza
| 1. | Music Always    | 5:29  |
|    |                 |       |
| 2. | Brings Goodness | 6:38  |
|    |                 |       |
| 3. | To Us           | 4:32  |
|    |                 |       |
| 4. | All             | 4:30  |
|    |                 |       |
|    |                 | 21:09 |
|    |                 |       |

### Strona druga
| 1. | P.S. Unless One Has (Blues Connotation No.2) | 5:53  |
|    |                                              |       |
| 2. | Some Other                                   | 7:20  |
|    |                                              |       |
| 3. | Motive for Its Use                           | 5:39  |
|    |                                              |       |
|    |                                              | 18:52 |
|    |                                              |       |

## Opis płyty

### Płyta analogowa (winylowa)
- Producent – Nesuhi Ertegün
- Inżynier – Tom Down
- Studio – Radio Recorders, Hollywood, Kalifornia (1/1); Atlantic Studios w Nowym Jorku (2/1, 3/1, 4/1, 1/2, 2/2, 3/2 );
- Data nagrania – 8 października 1959 3 po południu–7 wieczorem (1/1); 19 lipca 1960 8 wieczorem–12 w nocy (1/2); 26 lipca 1960 6 wieczorem–9 wieczorem i 10 w nocy–1 w nocy (2/1, 3/1, 4/1, 2/2, 3/2);
- Czas albumu – 40 min. 1 sek.
- Wydany – pod koniec 1975 r.
- Firma nagraniowa – Warner Pioneer (Japonia)
- Okładka i fotografia – Tadayuki Naitoh
- Tekst – Byron Coley
- Numer katalogowy – P-10085A